# Any draconític
Un any draconític o any d'eclipsis és el temps que transcorre entre dos passos successius del Sol per un node de l'òrbita lunar. Té 346,620 dies aproximadament. Com que els eclipsis es repetixen amb el pas del Sol per un o altre node, l'ocasió es repetirà cada 173,31 dies, període denominat temporada d'eclipsis.